# 제이슨-쉐인 스콧
제이슨셰인 스콧(Jason-Shane Scott, 1976년 12월 29일 ~ )은 미국의 배우, 각본가, 영화 제작자, 모델이다.
남부 캘리포니아에서 태어났다.

## 출연 작품
- 리유니온 (2018년)
- 스나이퍼: 특수작전부대 (2016년) - 타일러 역
- 서치 굿 피플 (2014년)
- 데블리쉬 참 (2014년)
- 스노우 화이트: 어 데들리 썸머 (2012년)
- 워킹 더 홀스 (2012년) - 맥스 역
- 함정과 진자 (2009년)
- 데드랜드 (2009년) - 크라넨 역
- 다잉 골 (2005년)
- 더티 디즈 (2005년)
- 스타쉽 트루퍼스 2 (2004년)
- 월 스트리트의 늑대들 (2002년)
- 조종자 6 (1998년)
- 코트 (1996년)

### 텔레비전
- 원 라이프 투 리브 (1968년)